# HD 179583
HD 179583，又名BD+40 3620，SAO 48168、HR 7284，是一颗恒星，视星等为6.18，位于銀經71.62，銀緯13.7，其B1900.0坐标为赤經19h 8m 3.9s，赤緯+40° 13.7′ 47″。